# Γ̑
Cette page contient des caractères spéciaux ou non latins. S’ils s’affichent mal (▯, ?, etc.), consultez la page d’aide Unicode.
Le gamma brève inversée, γ̑, est une lettre grecque additionnelle utilisée dans l’écriture de certains dialectes du grec moderne.

## Utilisation
Nikolas Kontosopoulos et d’autres auteurs utilisent le gamma brève inversée ‹ γ̑ › pour représenter une consonne fricative palatale voisée [ʝ],.

## Représentations informatiques
Le gamma brève inversée peut être représente avec les caractères Unicode suivants (grec et copte, diacritiques):
| formes    | représentations | chaînes de caractères | points de code | descriptions                                              |
| --------- | --------------- | --------------------- | -------------- | --------------------------------------------------------- |
| capitale  | Γ̑               | Γ◌̑                    | U+0393 U+0311  | lettre majuscule grecque gamma diacritique brève inversée |
| minuscule | γ̑               | γ◌̑                    | U+03B3 U+0311  | lettre minuscule grecque gamma diacritique brève inversée |